# Aleš Jelenko
Aleš Jelenko, slovenski pesnik, pisatelj, urednik in fotograf, * 16. maj 1986, Celje. 

## Življenjepis
Jelenko je bil leta 1986 rojen v Celju, do svojega 26 leta je živel in ustvarjal v Slovenskih Konjicah, sedaj pa prebiva v Ločah. Leta 2011 je končal magisterij iz managementa na Mednarodni fakulteti za družbene in poslovne študije. Bil je predsednik lokalnega Mladega foruma in ZA, predsednik Društva za kulturo, šport in razvoj LOGICUM Slovenske Konjice, ustanovil in vodil je futsal klub FSK Konjice v Medobčinski ligi malega nogometa ter bil vodja ekipe Keblja U18 v državni futsal ligi, s katerim je osvojil končno 3. mesto. 
Najbolj prepoznaven pa je na kulturnem področju, kjer se že dolga leta ukvarja s pisanjem poezije in proze ter fotografijo. Do sedaj je izdal šest pesniških zbirk, knjigo kratke proze, knjigo dramskih besedil za mladinska gledališča ter dve strokovni knjigi. Na literarnih natečajih dosega vidne uspehe. Je prejemnik evropske literarne nagrade Ritratti di poesia in prejemnik Občinske Prešernove nagrade. Svoja dela objavlja v vseh vidnejših literarnih revijah. Nekaj njegovih pesmi je prevedenih v grščino, hrvaščino, srbščino, italijanščino in nemščino. Leta 2020 je v grščini izšla knjiga njegovih izbranih pesmi (z naslovom Časovna zanka) pri založbi Vakxikon Publications. Je idejni vodja literarnega festivala Spirala, ki se odvija v Slovenskih Konjicah in urednik istoimenske literarne revije, ki izhaja pod okriljem Splošne knjižnice Slovenske Konjice. Od leta 2019 je urednik pri reviji za umetnost in dialog kultur Provinca.

## Knjige

### Poezija
- Od poezije do sanj (samozaložba, 2006) (COBISS)
- Ko duša vidi (samozaložba, 2014) (COBISS)
- Kontejner (Volosov hram, 2016) (COBISS)
- Prvinska govorica (Kulturni center Maribor, 2017) (COBISS)
- (Ne)obstoj (Volosov hram in JSKD, 2018) (COBISS)
- Paralelna vesolja (Mariborska literarna družba, 2021)

### Proza
- Zgodbe iz podtalja: kratka proza (Volosov hram, 2020) (COBISS)

### Dramatika
- Praznina: pet dramskih besedil za mladinska gledališča (Volosov hram, 2021) (COBISS)

### Strokovne knjige
- Spopad z moralo: Razmišljanja o pomenu moralnih vrednot (Ekslibris, 2010) (COBISS)
- Vpliv etike na inovativnost in razvoj gospodarstva (Kulturni center Maribor, 2019) (COBISS)

### E-knjige
- Prvinska govorica, e-knjiga (Kulturni center Maribor, 2018) (COBISS)
- Vpliv etike na inovativnost in razvoj gospodarstva, e-knjiga (Kulturni center Maribor, 2020) (COBISS)
- Zgodbe iz podtalja: kratka proza, e-knjiga (Volosov hram, 2021) (COBISS)
- Gostota izrečenega: izbrane pesmi, e-knjiga (Mladinski center Dravinjske doline, 2021) (COBISS)

### Prevodi
- Časovna zanka "Χρονοπαγίδα", knjiga izbranih pesmi v grščini (Vakxikon Publications "Εκδόσεις Βακχικόν", 2020)[2]

### Literarne revije
- Literatura - slovenski mesečnik za književnost
- Sodobnost - revija za književnost in kulturo
- Poetikon - revija za poezijo in poetično
- Idiot - literarna revija
- Mentor - revija za literaturo in mentorstvo
- Vpogled - revija za književnost in kulturo
- Apokalipsa - revija za preboj v živo kulturo
- Hotenja - literarna revija društva Šaleške doline
- Zvon - najstarejša slovenska revija za literaturo, kulturo in družbo
- Rast - revija za literaturo, kulturo in družbena vprašanja
- Rukopisi - zbornik poezije in kratke proze mladih iz področja bivše Jugoslavije

### Antologije
- Antologija mlade Slovenske poezije / Anthology of young Slovenian poets (Grčija, Vakxikon Media Group, 2018)[3] (COBISS)
- Peace Lover - An international and bilingual Anthology of poems (Indija, Literary society od Amlor, 2018)
- Sončnice 2018 - antologija avtorjev, ki so poslali zbirke na razpis za izvirno pesniško zbirko (Hiša poezije, 2018) (COBISS)
- Slišiš goreti sonce: Sončnice 2019 - antologija avtorjev, ki so poslali zbirke na razpis za izvirno pesniško zbirko (Hiša poezije, 2019) (COBISS)

## Uplesnjena in uglasbena poezija

### Uplesnjena poezija
- Rdeča pesem - Studio za svobodni ples (Urša Rupnik & co.), Festival mlade literature Urška 2015 (JSKD)
- R.S. (*25.6.1991 - +1.5.2004) - Studio za svobodni ples (Kaja Teržan), Festival mlade literature Urška 2016 (JSKD)

### Uglasbena poezija
- Rdeča pesem - Almira Rogina & Gimnazijski pevski zbor MISMOMI, Festival mlade literature Urška 2015 (JSKD)[4]
- Yes, I have. Io sono tu. Danke - Kavaret (Alina Hirtl), Festival mlade literature Urška 2016 (JSKD)
- Fige - Glasbena skupina JUT, Mentorjev feferon 2017 (JSKD)

## Priznanja in uspehi

### Fotografija
- Fotografije v revijah in časopisih; Digitalna kamera, Novice in Finača (2008 - danes)
- Priznanje za Zlato paleto (ZLDS - Zveza likovnih društev Slovenije, 2011, 2012 in 2015)
- Priznanje JSKD - Parafraza, palimpsest, citat in prisvojitev (Javni sklad RS za kulturne dejavnosti, 2013/2014)[10] in priznanje JSKD - Kvadrat in krog (Javni sklad RS za kulturne dejavnosti, 2015/2016)[11]
- Certifikat kakovosti (ZLDS - Zveza likovnih društev Slovenije, 2016)